# Wikanafeld
Wikanafeld (auch Wikanavelde) war im Mittelalter ein sächsischer Gau und ein Teil der sächsischen Provinz Ostfalen.
Kirchort in diesem Gau war Eschershausen. Außerdem gehörten die Dörfer Holzen, Lüerdissen, Ölkassen und Scharfoldendorf sowie einzelne später wüst gefallene Siedlungen dazu. Das Gebiet liegt in einem nach Nordwesten offenen Talabschnitt der Lenne, der von Hils, Ith, Vogler und Homburgwald eingerahmt wird.

## Geschichte
Wikanafeld wurde nur in einer Urkunde erwähnt, in einem Schutzbrief König Heinrichs vom 2. November 1004 für das Kloster Kemnade.  Daher gilt dieser Gau als Untergau des nördlich benachbarten Gudingaues. Der Kirchort Eschershausen war dem Archidiakonat Wallensen zugeordnet, so dass der Untergau wie dieses zum Bistum Hildesheim gehörte.
Wikanafeld grenzte im Süden an den mainzischen Suilbergau, im Südwesten an den paderbornischen Augau und im Nordosten an den hildesheimischen Aringo. Im Nordwesten lag der zum Archidiakonat Ohsen des Bistums Minden gehörende Tilithigau, den zu ihrer Zeit die Billunger beherrschten. Sie verwalteten zugleich weitere Gaue, darunter auch Wikanafeld. Nach deren Aussterben erweiterten die Grafen von Northeim ihren Rittigau in westliche Richtung. Spätestens mit deren Aussterben wurden die Ortschaften urkundlich nicht mehr Gauen, sondern Grafschaften zugeordnet.
Einzige Burg in diesem Gau war eine Burg, die später zur Homburg ausgebaut wurde.